# 尾形郷一
尾形 郷一（おがた ごういち、1896年〈明治29年〉1月13日 - 1992年〈平成4年〉）は、日本の剣術家。流派は無雙神傳英信流、無双神伝抜刀術兵法第18代宗家、神伝流始祖宗家、貫心流剣道免許皆伝、全国居合道連盟初代会長。全日本居合道連盟3代会長。居合道十段、剣神位。剣道九段範士。

## 経歴
徳島県鳴門市大津町大代生まれ。幼少の頃から剣道の修行に励み、貫心流剣道の免許皆伝を允可される。45歳のとき無双神伝抜刀術兵法17代宗家植田平太郎竹生より本格的に居合道を学び始める。昭和19年12月31日、大日本武徳会会長東條英機から居合道練士の称号を拝受する。
1949年（昭和24年）7月25日、無双神伝抜刀術兵法18代宗家を継承する。昭和44年12月1日大日本武徳会名誉会長東伏見慈洽より剣道・居合道各十段範士を拝受する。1973年（昭和48年）77歳の時、満一年間、未曾有の稽古を計画し、その抜刀修練満願の結果、その心技に光明を感受したので1976年（昭和51年）3月15日を期して神伝流と改名し天下に聲明し、無双神伝抜刀術兵法19代宗家、神伝流2代宗家を福井勝彦（貫鉄）に宗家紹統の刀と巻物とを併せて直伝で紹統された。1982年（昭和57年）5月3日、会員総意のもと居合道剣神位の称号を拝受した。

## 段位称号
- 1932年（昭和7年）- 紺綬褒章
- 1968年（昭和43年）- 勲五等瑞宝章
- 1982年（昭和57年）5月3日 - 居合道剣神位